# 怀奥塔 (艾奥瓦州)
懷奧塔（英語：Wiota）是一個位於美國愛荷華州卡斯縣的城市。

## 地理
懷奧塔的座標為41°24′08″N 94°53′15″W / 41.40222°N 94.88750°W，而該地的平均海拔高度為371米（即1217英尺）。

## 人口
根據2010年美國人口普查的數據，懷奧塔的面積為0.83平方千米，陸地面積為0.83平方千米，沒有水域。當地共有人口116人，而人口密度為每平方千米139人。

### 2010年普查
根據2010年普查結果，該地共有116人、59戶，共35個家庭定居於該市。人口密度為362.5名居民每平方英里（140.0名居民每平方），市內共有78個住房單位，平均為243.8每平方英里（94.1每平方）。該城市的種族構成為99.1％白人，0.9％來自兩個或更多種族。
在該市59戶中，其中13.6%有未滿18歲的兒童、45.8%有已婚夫婦、5.1%有單身女性戶主、8.5%有單身男性戶主、40.7%有非家庭成員、33.9%為一人家庭、10.2%為65歲或以上獨居者。平均每戶人口為1.97人，平均每家庭人口為2.37人。
該市年齡中位數為50歲，12.1%的居民未滿18歲、18歲到24歲的居民佔5.9%、25到44歲佔17.2%、45到64歲佔40.6%、65歲或以上佔24.1%。性別構成為男性57.8%，女性42.2%。

### 2000年普查
根據2000年普查結果，該地共有149人、67戶，共44個家庭。人口密度為469.6名居民每平方英里（181.3名居民每平方），共有80個住房單位，平均為252.1每平方英里（97.3每平方），居民皆為白人。
該市67戶中，29.9%有未滿18歲的兒童、47.8%有已婚夫婦、9.0%有單身女戶主、34.3%有非家庭成員、26.9%為一人家庭，其中14.1%為65歲或以上獨居者。每戶平均有2.22人，每家庭平均有2.59人。
該市149人中，18歲以下者佔22.1%、18到24歲者佔8.7%、24到44歲者佔28.9%、45到64歲者佔26.2%、65歲或以上者佔14.1。年齡中位數39歲，性別比為1.258，18歲和以上性別比為1.189。
該市每戶平均收入為29,167美元，每家庭的平均收入為28,750美元。男性平均收入為20,250美元，女性為19,792美元。該市的人均收入為15,994美元。該市16.3%的家庭和20.3%的人口生活在貧困線以下，其中包括29.6%的18歲以下人口和64歲以上的人口。

## 教育
該市原先屬於安尼塔社區學區，但在2011年7月1日後
，該學區合併到了CAM社區學區。